# Йоханна Гвюдрун Йоунсдоттир
Йоханна Гвюдрун Йоунсдоттир (исл. Jóhanna Guðrún Jónsdóttir; 16 октября 1990, Копенгаген, Дания) — исландская певица. Больше известна под псевдонимом Йоханна (исходный вариант — Jóhanna, в настоящее время чаще используется вариант Yohanna — например, на обложке альбома Butterflies And Elvis). На конкурсе песни «Евровидение 2009» заняла второе место.

## Детство и первые альбомы
Йоханна родилась в Дании, но в возрасте двух лет вместе с родителями и двумя братьями переехала в Исландию — сначала в Рейкьявик, затем в Хавнарфьордюр — портовый город на юго-западном побережье Исландии, в 10 км к югу от Рейкьявика.
В восемь лет приняла участие в музыкальном конкурсе, где её талант заметила преподавательница пения Мария Бьорк. Она предложила Йоханне поступить в свою детскую музыкальную школу, и именно там Йоханна постигла основы исполнения современной поп-музыки. Все были поражены не только диапазону и «взрослости» голоса, но и безупречному контролю над ним.
Первый альбом Йоханны вышел в 2000 году, к её десятому дню рождения, второй — в 2001 году, третий — в 2003 году, в который вошли популярные исландские рождественские песни.
На время Йоханна перестает выпускать альбомы, ей приходится подолгу отсутствовать дома, репетируя в Нью-Йорке и Лос-Анджелесе и встречаясь с музыкальными продюсерами со всего мира. Это был тяжёлый период в жизни девочки-подростка Йоханны, помимо многочасовых занятий в студии, она училась ещё и в обычной школе и не имела свободного времени для общения с друзьями.

## Butterflies and Elvis
После отказа подписать контракт с одним из крупных лейблов, Йоханна проводит некоторое время в Дании, работая над своей вокальной техникой. В это время она записывает свой дебютный взрослый альбом Butterflies and Elvis («Бабочки и Элвис») с британским автором Ли Хорроксом и звукорежиссёром Томасом Ецци. В него вошли 13 композиций с душевными и нежными песнями, часть из которых написала сама Йоханна. Альбом был с воодушевлением воспринят критиками после выхода в конце 2008 года, песни долгое время держались на высших позициях исландских чартов.

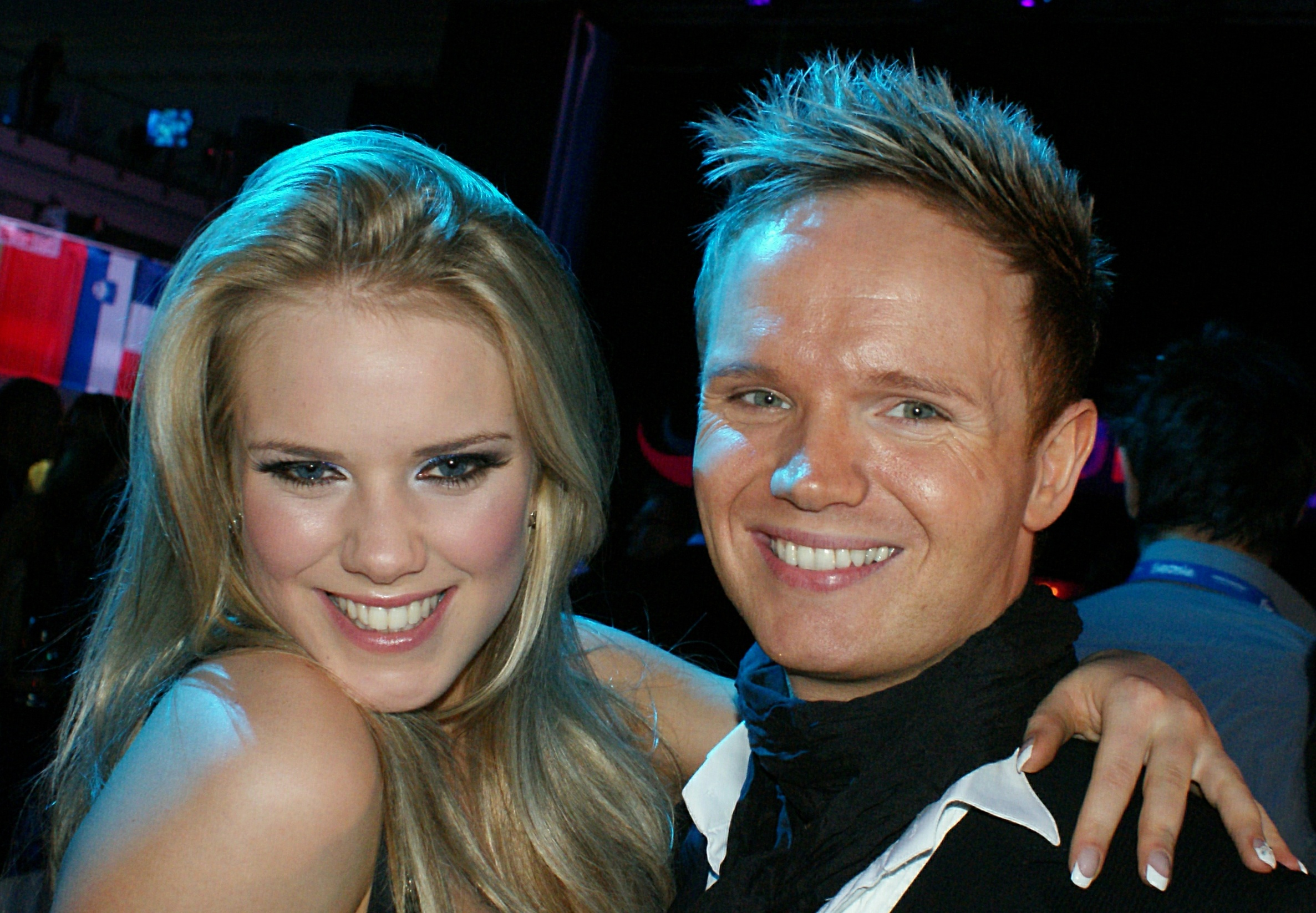
Йоханна и Фридрик Омар (представитель Исландии на конкурсе «Евровидение 2008») в Москве на вечеринке, 10 мая 2009

В конце 2007 года Йоханна на концерте спела некоторые песни из будущего альбома.
На песни «Lose Myself» и «I Miss You» на фоне исландских гор были сняты клипы.

## Евровидение 2009

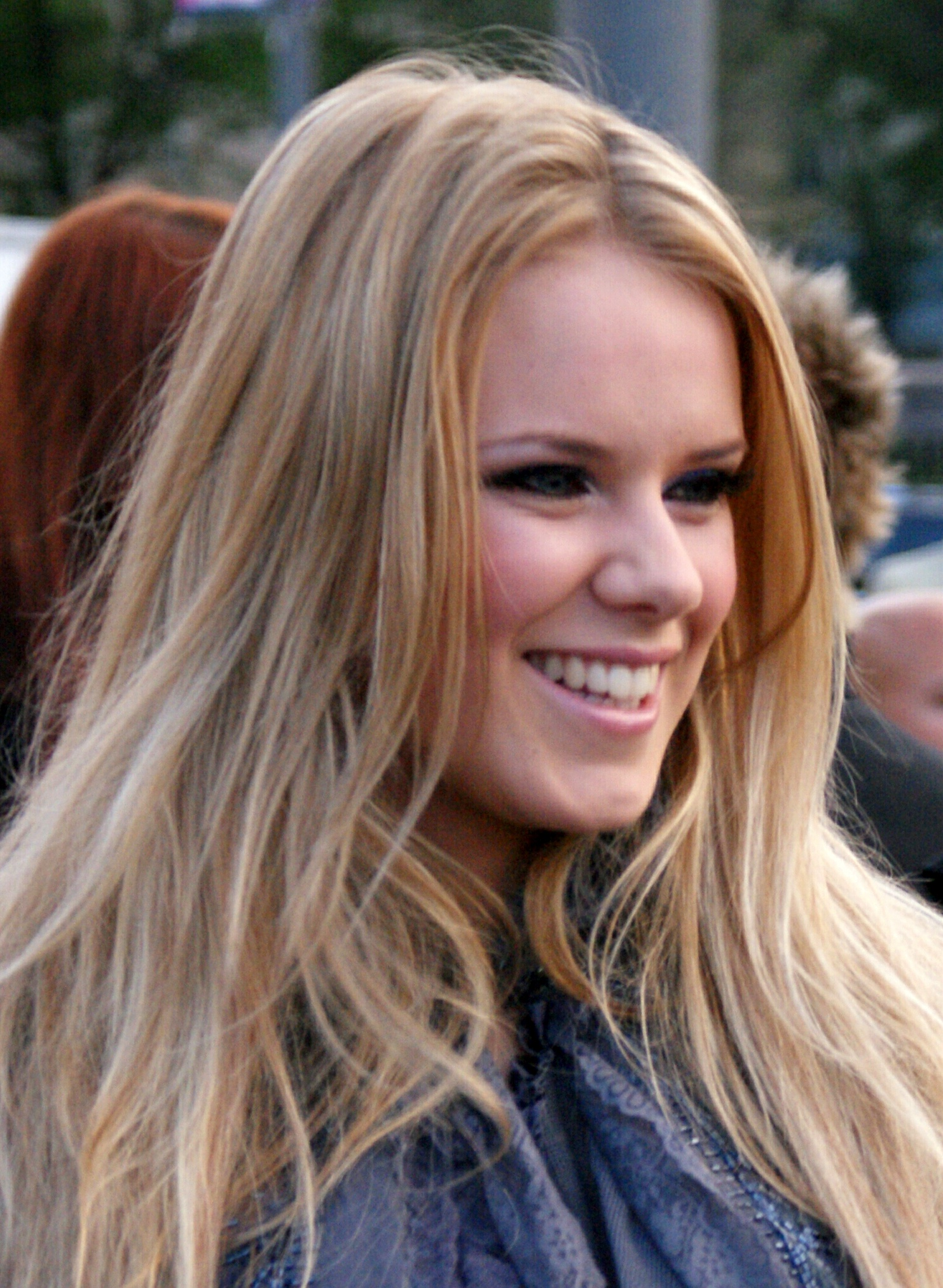
Йоханна. Москва, 10 мая 2009 г.

Йоханна представляла Исландию на конкурсе «Евровидение 2009» (Москва, 12—16 мая 2009 года). Она выступала с песней «Is It True?», написанной Оскаром Поллом Свейнссоном, Кристофером Нилом и Тинатин Джапаридзе. Изначально Йоханна должна была петь припев на русском, сочинённый Тинатин Джапаридзе, а куплеты на английском, но позже от этой идеи отказались, и песня была исполнена полностью на английском языке.
Оформление сцены было в скандинавском стиле — в голубых и синих тонах, а сама Йоханна вышла в длинном голубом платье. В первом полуфинале со 174 баллами Йоханна стала победителем. В финале, набрав 218 баллов, она заняла второе место.

## Карьера послеЕвровидения 2009
После Евровидения карьера Йоханны резко пошла вверх. Её рейтинг вырос в тысячи раз, альбом Butterflies and Elvis был выпущен во втором издании, включая Is It True? под лейблом Warner Music Sweden. В течение всего лета певица активно участвовала в концертах по всей Европе.
После Евровидения Йоханна жила в Хабнарфьордюре, посещая уроки в Академии вокального искусства для повышения своего мастерства. В то же время она преподавала вокал в той же школе, где начинала свою карьеру уже более десяти лет назад.
На Евровидении 2010 Йоханна в прямом эфире объявляла баллы от Исландии.
В 2011 году Йоханна прошла в финал исландского национального отборочного конкурса Евровидения 2011 с песней Nótt, но не победила.
В январе 2012 года выходит клип на песню Indian Rope Trick из альбома 2008 года.
В январе 2013 года Йоханна через Твиттер объявила о своём участии в исландском национальном отборочном конкурсе к Евровидению 2013 с композицией Þú (You) за авторством Дэвида Сигургирссона. Она выступила в первом полуфинале отбора, но не прошла в финал.

## Личная жизнь
В начале 2012 года Йоханна и её молодой человек Дэвид переехали в Норвегию (коммуна Конгсвингер). В 2018 году Йоханна и Дэвид поженились. 3 октября 2015 года Йоханна родила девочку. 19 июня 2019 года у неё родился сын. В марте 2021 Йоханна и Дэвин объявили о разводе «по обоюдному согласию в связи с тем, что их отношения исчерпали себя» В ноябре 2021 Йоханна представила публике своего нового спутника — Олафюра Олафссона. Тогда же было объявлено, что Йоханна и Олафюр ждут ребенка

## Особенности творчества
Йоханна начала заниматься вокалом с 9 лет и до сих пор продолжает совершенствовать и развивать свой голос.

## Дискография
| Студийные альбомы - Jóhanna Guðrún (2000) - Ég Sjálf (2001) - Jól með Jóhönnu (2003) - Butterflies and Elvis (2008) Видеоклипы - «Lose Myself» (2008) - «I Miss You» (2009) - «Is It True?» (2009) - «Indian Rope Trick» (2012) | Синглы - «Is It True?» (2009) - «I Miss You» (2009) - «Nótt» (2011) - «Slow Down» (2011) - «Really Over» (2011) - «Indian Rope Trick» (2012) - «Coming Home» (2012) - «Þú» (2013) - «Mamma þarf að djamma» (2013) - «Find a Better Man» (2015) - «Revolving Doors» (2016) |